# あまがさきキューズモール
あまがさきキューズモール（英語: Amagasaki Q's MALL）は、兵庫県尼崎市にあるショッピングセンターである。

## 概要
JR尼崎駅と2階フロアがデッキで直結しており、店舗面積は約57,800平方メートル。
キリンビール尼崎(神崎)工場跡地を再開発した、「あまがさき緑遊(りょくゆう)新都心」の中核施設で、JR尼崎駅前に所在する。
2009年（平成21年）10月14日にプレオープンし、10月20日に「COCOE あまがさき緑遊新都心」としてグランドオープンした。サブネームに「あまがさき緑遊新都心」を使用しているだけでなく、この施設の正式開業と同時に「あまがさき緑遊新都心」の街開きの式典が行われた。
開業時には11月23日までの期間限定で生醤油、ぽんず、水飴などの地元尼崎産の商品あつめた臨時店舗「メイドイン尼崎」を開いたり、2011年（平成23年）8月28日には地元の兵庫県立尼崎高等学校吹奏楽部が夏らしさを出そうと浴衣姿で演奏する「ゆかたコンサート」を開くなど、周辺5kmの近隣商圏を意識した営業活動を行っている。
「第14回(2011年)グッド・ペインティング・カラー」の新築部門で最優秀賞を受賞した。
開発当初はキリンホールディングスが所有していたが、将来の発展などを考慮して専門業者に委ねたいとして2011年（平成23年）10月末に東急不動産に土地･建物を売却する契約を締結し、2012年（平成24年）2月1日からは東急不動産の所有に切り替り、それに伴い2007年（平成19年）から運営を受託してきた三菱商事都市開発との契約も終了し、管理も東急不動産へ移行した。
2013年（平成25年）10月9日に施設名を「あまがさきキューズモール」に変更。「箕面マーケットパーク visola（現・みのおキューズモール）」、「あべのキューズモール」と共に「キューズモール」ブランドに統一された。

## 施設名について
旧名称の「COCOE（ココエ）」は、コンセプトでもある、 「COMFORT（コンフォート）= 快適さ」 「CONVENIENCE（コンビニエンス）= 利便性」「ENERGY（エナジー）= 活力、にぎわい」の頭文字を取った造語で、「どうぞ“ここへ”おいでください」という意味も込めている。

## 出店店舗について
ビール工場の雰囲気を感じさせるレンガを多用したレストランや、カタログによる通信販売大手のニッセンが運営する大きいサイズの婦人服を販売する初の実店舗「スマイルランドあまがさき店」など開業時は137の専門店が入居した。
中核店舗の一つであるあまがさき阪神は梅田本店から近いため周辺5キロの小商圏と見込み、若いファミリー層が多い地域性を考慮して子育て中の母親世代と子どもをターゲットとし、リーマン・ショック後の景気低迷を考慮して既存店より低価格商品を拡充した商品構成とし、売上の70%を稼ぐことを目標とした1階の食品売場は梅田本店の食品売場の強さを生かしつつ、105円均一パン店や500円以下の弁当など低価格商品も拡充し、2階も2000円前後の子ども衣料など低価格商品もそろえた衣料品売場を設けながらも、売場からガラス越しに授業風景を見ることが出来る子どもに人気のダンススタジオやダンスファッション売場や阪神タイガースショップ、子供向けメニューの充実したカフェなどを導入して、カジュアルだがお洒落で楽しい売場作りを目指したが、2011年（平成23年）3月期で年間売上約36.33億円と初年度の売上高目標40億円を下回ったため、婦人服売り場の拡張などのてこ入れを行い、2012年（平成24年）3月期には年間売上約37.27億円と少し伸ばしたが、2016年（平成28年）1月11日をもって2階売場の営業を終了 。跡地は東急ハンズなどのキューズモールの専門店ゾーンとなった。
もう一つの中核店舗である平和堂のアル・プラザあまがさきは30代の団塊ジュニア層をターゲットとして衣料品、住居関連品の売場面積を少し縮小しながらも衣食住の全般にわたる総合スーパーの業態で出店している。

## 開業までの経緯と開業後の評価
バブル崩壊後の景気低迷の影響で核店舗がなかなか決まらなかったことから工場閉鎖後着工まで時間が掛かり、2007年（平成19年）秋に「キリンガーデンシティ（仮称）」として開業予定としてスタートしたが、尼崎市の審査が遅れているうちに周辺の住宅などの整備が先行してしまったために近隣住民への配慮から建設車両の台数制限などが必要になって当初構想より約2年遅れの2009年（平成21年）の開業となった。
開業後は、「コンパクトで回りやすい施設」、「1日ですべて回れそうなちょうどいい大きさ」、「車で来やすいのが魅力。子どもと大人、それぞれの欲しいものがあるのでファミリー向けだと思う」という利用者の評価がある一方で、ショッピングセンターへの有力テナントが作るSPACが厳しい評価をするなどその評価は分かれている。

## 歴史
- 1918年（大正7年）4月、キリンビール神崎工場として操業開始[7]。
- 1949年（昭和24年）1月、神崎工場から尼崎工場へと改称[7]。
- 1996年（平成8年）、操業停止。1997年（平成9年）に神戸工場として神戸市北区へ移転した。尼崎市が｢あまがさき緑遊新都心｣基本構想を策定し、この地区の区画整理事業を進める[29]。
- 2009年（平成21年）10月14日、プレオープン。同年10月20日にグランドオープンした。セントラルウェルネスクラブあまがさきは、10月16日オープン。[30]
- 2010年（平成22年）12月、潮江緑遊公園が整備される[31]。
- 2012年（平成24年）2月1日、事業主がキリンホールディングスから東急不動産に変更となる[4]。
- 2013年（平成25年）10月9日、SC名をあまがさきキューズモールへ変更[32]。
- 2016年（平成28年）3月～4月、開業初の大規模リニューアルを実施[33]。

## 施設
| 本館 | 本館           | 本館                   | 本館   | 本館                   | 本館           |      | フィットネス館     |
| ---- | -------------- | ---------------------- | ------ | ---------------------- | -------------- | ---- | ------------------ |
| R階  | 駐車場         | エ レ ベ ｜ タ ｜ (北) | 駐車場 | エ レ ベ ｜ タ ｜ (東) | MOVIX          | R階  |                    |
| 7階  | 駐車場         | エ レ ベ ｜ タ ｜ (北) | 駐車場 | エ レ ベ ｜ タ ｜ (東) | MOVIX          | 7階  |                    |
| 6階  | 駐車場         | エ レ ベ ｜ タ ｜ (北) | 駐車場 | エ レ ベ ｜ タ ｜ (東) | MOVIX          | 6階  |                    |
| 5階  | 駐車場         | エ レ ベ ｜ タ ｜ (北) | 駐車場 | エ レ ベ ｜ タ ｜ (東) | MOVIX          | 5階  |                    |
| 4階  | 駐車場         | エ レ ベ ｜ タ ｜ (北) | 専門店 | エ レ ベ ｜ タ ｜ (東) | MOVIX          | 4階  | セントラルスポーツ |
| 3階  | アル・プラザ   | エ レ ベ ｜ タ ｜ (北) | 専門店 | エ レ ベ ｜ タ ｜ (東) | 専門店         | 3階  | セントラルスポーツ |
| 2階  | アル・プラザ   | エ レ ベ ｜ タ ｜ (北) | 専門店 | エ レ ベ ｜ タ ｜ (東) | 専門店         | 2階  | セントラルスポーツ |
| 1階  | アル・プラザ   | エ レ ベ ｜ タ ｜ (北) | 専門店 | エ レ ベ ｜ タ ｜ (東) | 阪神百貨店     | 1階  | セントラルスポーツ |
| B1階 | 駐車場・駐輪場 | エ レ ベ ｜ タ ｜ (北) | 駐車場 | エ レ ベ ｜ タ ｜ (東) | 駐車場・駐輪場 | B1階 |                    |

- 建物：地上7階・地下1階建て
- 敷地面積：約27,400m2

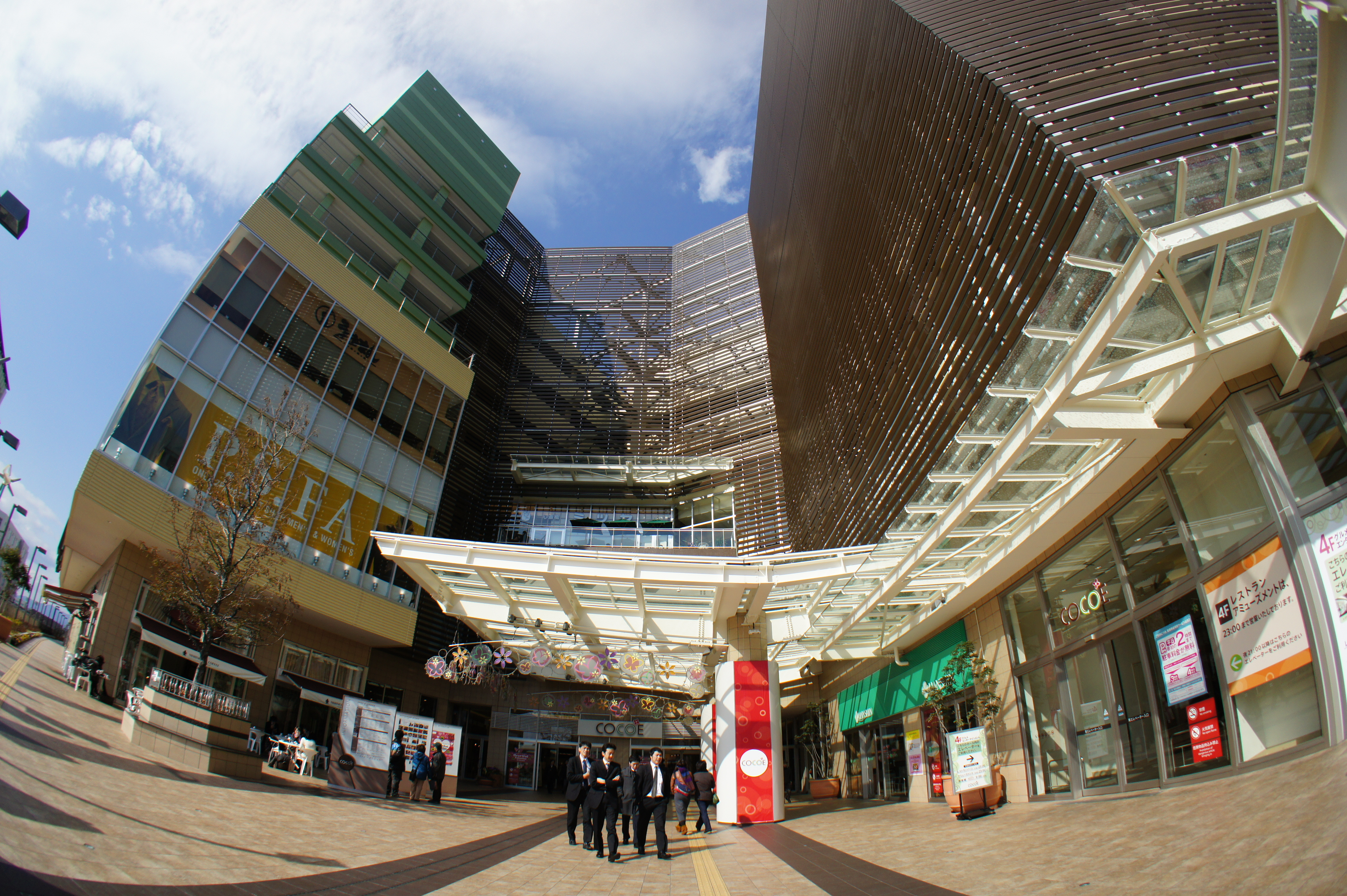
エントランス
魚眼レンズで撮影

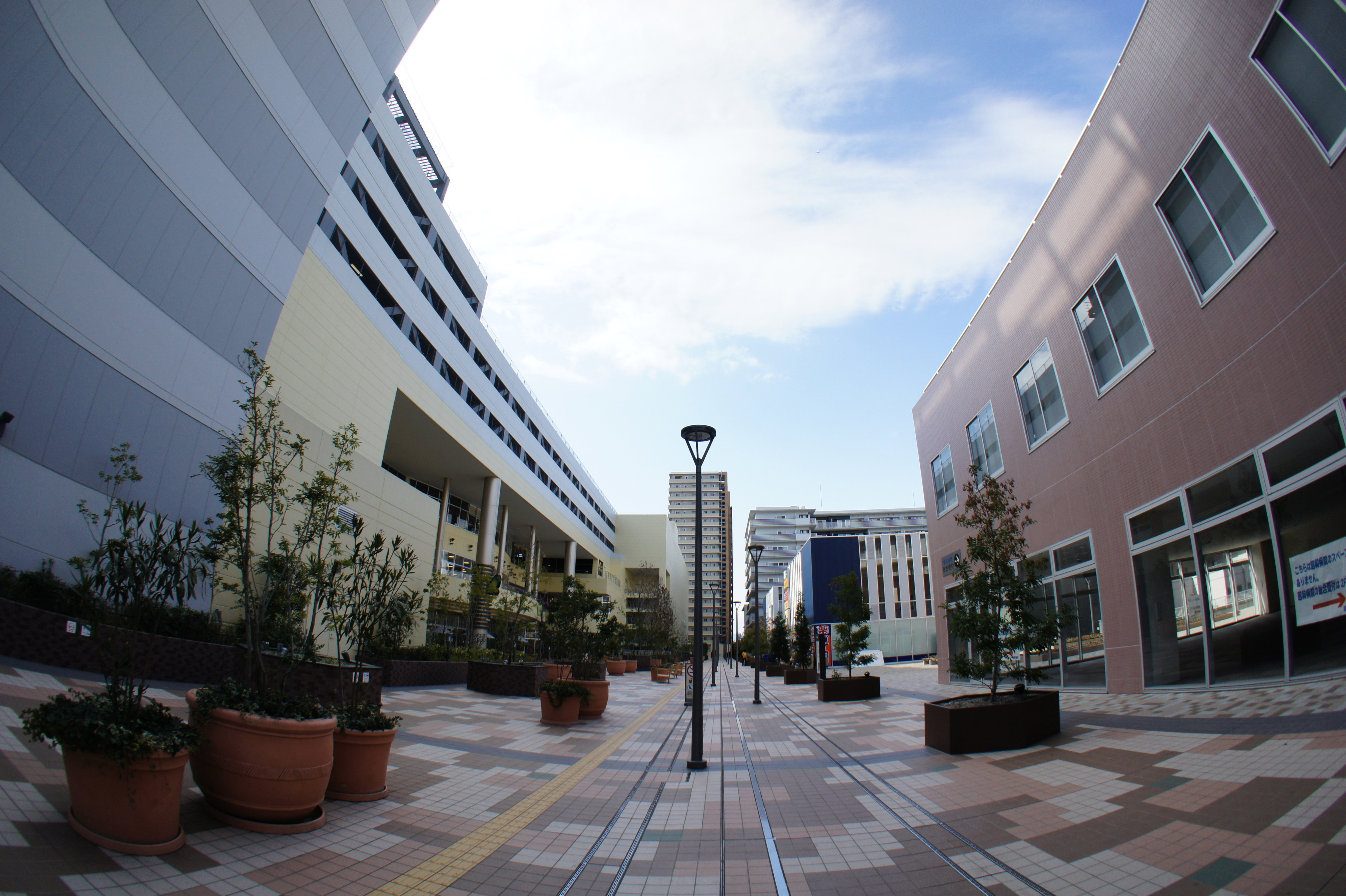
緑遊広場
魚眼レンズで撮影

- 延べ床面積：約163,000m2（駐車場などを含む）
- 届出小売店舗面積：約57,800m2
- 休業日
  - 不定休
  - セントラルウェルネスクラブ：火曜

### 主なテナント
- 本館
  - 阪神百貨店（あまがさき阪神、約2,855m2[34]）
  - アル・プラザあまがさき[6]（9,921m2）
  - MOVIXあまがさき（11スクリーン 2,030席）[1]
  - 専門店：138店舗
- フィットネス館
  - セントラルウェルネスクラブあまがさき

### 営業時間
- あまがさき阪神：10:00 - 20:00
- アル・プラザ：10:00 - 21:00
- MOVIX：9:00 - 25:00
- 専門店：10:00 - 21:00
- Q's kitchen(1F)：10:00 - 21:00
- 三井住友銀行(3F)
  - 平日：10:00 - 16:00
- Q's dining(4F)：11:00 - 23:00
- セガワールド(4F)：10:00 - 23:00
- セントラルウェルネスクラブ
  - 平日：9:30 - 23:00
  - 土曜：10:00 - 21:00
  - 日曜・祝日：10:00  - 20:00
- ハッピーライフ尼崎
- 平日・土曜:10:00 - 18:00・17:30・17:00

## あまがさき緑遊新都心地区
あまがさき緑遊新都心地区は、兵庫県尼崎市にある複合施設を含む再開発地域の名称。JR尼崎駅の北側にあったキリンビール神崎工場やその他の中小工場があった工業用地および鉄道用地を主として利用したもので、UR都市機構により、阪神間都市計画事業　あまがさき緑遊新都心土地区画整理事業（都市機能更新型）として整備されつつある。事業期間は平成14年1月23日から平成27年3月31日が予定されている（清算期間5年を含む）。
- 所在地
  - 兵庫県尼崎市潮江一丁目、潮江四丁目、潮江五丁目、久々知西町一丁目、西長洲字法師、尾浜三丁目及び尾浜字名月町の各一部
  - JR尼崎駅北側にある東西約1km、南北約0.3kmの区域、22.8ha[29]